# Tomorrow's Leaves
Tomorrow's Leaves (Les Feuilles de demain) est un court-métrage d'animation japonais réalisé par Yoshiyuki Momose et produit par le studio Ponoc en 2021. Il s'agit d'une commande du Comité international olympique. Le film est projeté lors de la cérémonie d'ouverture des Jeux olympiques d'été de 2020 qui ont lieu à l'été 2021 après avoir été reportés en raison de la pandémie de Covid-19.

## Synopsis
Dans un archipel ensoleillé où vivent des communautés proches de la nature, de jeunes gens reçoivent des feuilles-messages, des feuilles d'arbres aux couleurs irisées qui arrivent par les airs. Mais un jeune homme s'inquiète quand il s'aperçoit que sa feuille jaunit et se flétrit. Il semble que la nature soit en train de dépérir. Venus de tous les coins du monde, quatre autres jeunes gens se joignent à lui. Tous entreprennent un voyage dans la nature sauvage afin de découvrir les raisons de ces anomalies et d'y remédier. Pour surmonter les obstacles qui se présentent, tous doivent réaliser des performances qui rappellent différentes épreuves sportives des Jeux olympiques : course, course d'obstacle, saut à la perche, natation, escalade ou encore volleyball. Les personnages apprennent également à ne pas laisser leur rivalité tourner à l'affrontement, et à rester unis dans leur but commun. De petits esprits volants liés aux éléments naturels les accompagnent discrètement dans leur voyage. À l'issue de leur quête, les cinq jeunes gens regroupent des feuilles-messages pour former un ballon, qu'ils expédient jusqu'au cœur de la forêt qui dépérit. La nature revit et tous peuvent mener une vie en harmonie avec l'environnement et les uns avec les autres.

## Fiche technique
- Titre international anglais : Tomorrow's Leaves
- Réalisation : Yoshiyuki Momose
- Scénario : Yoshiaki Nishimura
- Musique originale : Takatsugu Muramatsu
- Production : Yoshiaki Nishimura
- Studio de production : Studio Ponoc, Fondation olympique pour la culture et l'héritage
- Format : couleur — 2,39:1 — sans dialogue ni commentaire — dessiné et peint à la main
- Durée : 8 minutes
- Dates de sortie :
  - France : Festival international du film d'animation d'Annecy 2021 : 14 juin 2021 (avant-première lors de la cérémonie d'ouverture)[1]
  - Japon et international : 23 juillet 2021 (projection publique à Tokyo et diffusion sur Internet)

## Conception du film
Dans la perspective des jeux olympiques d'été de 2020 qui ont lieu à Tokyo en 2021, le Comité international olympique contacte le studio Ponoc pour lui passer commande d'un long-métrage d'animation. Trop pris par la production de la trilogie de courts-métrages Modest Heroes, le studio décline l'offre. Après discussion, un accord est trouvé pour produire un court-métrage, dont Yoshiyuki Momose assure la réalisation. Il s'agit de la première commande extérieure prise par le studio Ponoc. Après une projection en avant-première au festival d'Annecy 2021, le court-métrage est projeté lors de la cérémonie d'ouverture des jeux olympiques et diffusé en ligne sur la chaîne "Olympics" de Youtube.